# الن نوبل (بازیکن هاکی روی چمن)
الن نوبل (انگلیسی: Alan Noble; ۹ فوریهٔ ۱۸۸۵ – ۳۰ نوامبر ۱۹۵۲) بازیکن هاکی روی چمن اهل بریتانیا بود.